# Аерологічні прилади
Анемологі́чні при́лади — прилади, що застосовуються для систематичного вивчення високих шарів атмосфери.
Найпоширенішими аерологічними приладами є:
метеорографисамописні прилади, що реєструють тиск, температуру та вологість повітря; їх підіймають на літаках, аеростатах або кулях-зондах.
радіозондиприлади, що вимірюють основні метеорологічні елементи і автоматично за допомогою коду передають ці дані по радіо. Радіозонди підіймають у повітря на кулях, заповнених воднем, і пускають у вільний політ.
анемологічні теодолітиза їхньою допомогою вимірюють кутові координати вільного польоту кулі з метою визначення швидкості та напряму вітру на різних висотах.
радіотеодолітице радіоприймачі з напрямленою антеною, що служать для визначення кутових координат радіозонда або передавача, який підіймається на кулі-пілоті, особливо за умов відсутності видимості, коли спостереження за допомогою аеротеодолітів неможливе.
Крім того, останнім часом при вивченні атмосфери широко застосовуються локатори, які дозволяють вести спостереження за грозами, опадами, визначати межі хмар тощо.